# Fornés
Fornés (en francès Fournès) és un municipi francès situat al departament del Gard i a la regió d'Occitània.